# K&K
K&K er et dansk kulturvidenskabeligt tidsskrift, der primært på litteraturvidenskabelige emner. Tidsskriftet blev startet i 1967 af en samling unge studerende, der primært kom fra litteraturvidenskabstudiet på Københavns Universitet. I de første numre gik tidsskriftet under navnet poetik, skiftede i 1977 til Kultur og Klasse for til sidst at ende ved den nuværende navn i 1989. I mange år udkom det på Jørgen Holmgaards forlag Medusa, men fra 2010 er udgivelsen overgået til Aarhus Universitetsforlag.
Fra starten ville redaktionen fastslå den tungt videnskabelige stil, og det blev skrevet at ”Dette er ikke et tidsskrift for intellektuelle tandlæger.” Blandt de skribenter, der var toneangivende fra starten var Peter Madsen, Søren Schou, Jørgen Holmgaard, Lise Busk Jensen og Per Aage Brandt. Tidsskriftet var, især i de første to årtier, inspireret af marxistiske teorier fra Tyskland og Frankrig, som videreudviklede Karl Marx' tanker i nye retninger.